# Jaume I (metrostation)
Jaume I is een metrostation van de metro van Barcelona en wordt aangedaan door lijn 4. Het station, vernoemd naar Jacobus I van Aragón, ligt onder Via Laietana, een belangrijke avenue in het district Ciutat Vella, tussen Plaça de Ramon Berenguer el Gran en Plaça d'Emili Vilanova. Het heeft ingangen vanaf Plaça de l'Àngel en Carrer d'Argenteria, aan de andere kant van Via Laietana.
Het in 1926 gebouwde station is een van de stations van de eerste lijn 3-dienst, een gedeelte dat later deel werd van L4. De andere L3 stations zijn (Correos en Banco) die in Via Laietana lagen zijn gesloten tegenwoordig.
De twee perrons bevinden zich beide op hetzelfde niveau en worden gescheiden door een muur, wat ongebruikelijk is voor een metrostation in het centrum van Barcelona. Allebei de perrons zijn 94 meter lang.